# Região Geográfica Imediata de Bom Jesus da Lapa
A Região Geográfica Imediata de Bom Jesus da Lapa é uma das 34 regiões imediatas do estado brasileiro da Bahia, uma das 2 regiões imediatas que compõem a Região Geográfica Intermediária de Guanambi e uma das 509 regiões imediatas no Brasil, criadas pelo IBGE em 2017. É composta de 7 municípios.